# Кірибаті на літніх Олімпійських іграх 2024
Кірибаті брала участь у літніх Олімпійських іграх 2024 в Парижі, які тривали з 26 липня по 11 серпня 2024 року. Ця Олімпіада стала шостою участю країни на літніх Олімпійських іграх після дебюту на літніх Олімпійських іграх 2004 року.

## Спортсмени
Кірибаті на Олімпійських іграх 2024 року представляли 3 спортсмени — 2 чоловіки і 1 жінка.
У легкій атлетиці країну на іграх представляв один спринтер. У свої 16 років Кеназ Канівете став наймолодшим учасником змагань з бігу на 100 метрів серед чоловіків. У першому попередньому забігу він з результатом 11,29 с  посів 5-те місце, та не пройшов до наступного етапу.
Кірибаті отримала одне місце у змаганнях із дзюдо на Олімпійських іграх. Нера Тібва (легка вага серед жінок, до 57 кг) пройшла кваліфікацію за континентальною квотою на основі олімпійського рейтингу. На олімпійському турнірі кірибатська дзюдоїстка в першому раунді програла українській дзюдоїстці Дар'ї Білодід з рахунком 0-10, та вибула з подальшої боротьби.
На змаганнях у важкій атлетиці Кірибаті заявила одного спортсмена. Каймаруй Ераті забезпечив собі місце для участі в іграх у своїй ваговій категорії на основі розподілу універсальних місць. На змаганнях у категорії вагою до 61 кг серед чоловіків Ераті в ривку підняв вагу 100 кг, а в поштовху підняв вагу 120 кг, що в загальному підсумку дало 220 кг, та посів загальне сьоме місце на змаганнях.